# Canton de Brignais
Le canton de Brignais est une circonscription électorale française située dans le département du Rhône, en région Auvergne-Rhône-Alpes.

## Histoire
Un nouveau découpage territorial du Rhône (département) entre en vigueur à l'occasion des élections départementales de 2015. Il est défini par le décret du 27 février 2014, en application des lois du 17 mai 2013 (loi organique 2013-402 et loi 2013-403). Les conseillers départementaux sont, à compter de ces élections, élus au scrutin majoritaire binominal mixte. Les électeurs de chaque canton élisent au Conseil départemental, nouvelle appellation du Conseil général, deux membres de sexe différent, qui se présentent en binôme de candidats. Les conseillers départementaux sont élus pour 6 ans au scrutin binominal majoritaire à deux tours, l'accès au second tour nécessitant 12,5 % des inscrits au 1er tour. En outre la totalité des conseillers départementaux est renouvelée. Ce nouveau mode de scrutin nécessite un redécoupage des cantons dont le nombre est divisé par deux avec arrondi à l'unité impaire supérieure si ce nombre n'est pas entier impair, assorti de conditions de seuils minimaux. Dans le Rhône, le nombre de cantons passe ainsi de 54 à 13.
Rattaché à l'arrondissement de Lyon, le canton de Brignais est formé de trois communes de l'ancien canton de Saint-Genis-Laval et de trois autres issues du canton de Vaugneray. Le bureau centralisateur est situé à Brignais.

## Représentation
| Période élective | Période élective | Mandat | Mandat   | Identité              | Nuance | Nuance | Qualité |
| ---------------- | ---------------- | ------ | -------- | --------------------- | ------ | ------ | --- |
| 2015             | 2021             | 2015   | 2021     | Christiane Agarrat    |        | LR     | Conseillère municipale de Brindas Conseillère départementale du canton de Brignais (depuis 2015) |
| 2015             | 2021             | 2015   | 2021     | Christophe Guilloteau |        | LR     | Ancien assistant parlementaire Conseiller régional de Rhône-Alpes (1998-2008) Député du Rhône (2003-2017) Ancien conseiller général du canton de Saint-Genis-Laval (2008-2015) Conseiller départemental du canton de Brignais (depuis 2015) Président du conseil départemental du Rhône (depuis 2015) |
| 2021             | 2028             | 2021   | en cours | Valérie Grillon       |        | LR     | Chef de projet, adjointe au maire de Brignais |
| 2021             | 2028             | 2021   | en cours | Christophe Guilloteau |        | LR     | Président du conseil départemental |

### Résultats détaillés

#### Élections de mars 2015
À l'issue du 1er tour des élections départementales de 2015, deux binômes sont en ballottage : Christiane Agarrat et Christophe Guilloteau (UMP, 31,33 %) et David Grimont et Nathalie Marechal (FN, 23,71 %). Le taux de participation est de 47,13 % (13 124 votants sur 27 844 inscrits) contre 48,95 % au niveau départemental et 50,17 % au niveau national.
Au second tour, Christiane Agarrat et Christophe Guilloteau (UMP) sont élus avec 70,29 % des suffrages exprimés et un taux de participation de 46,83 % (8 160 voix pour 13 042 votants et 27 847 inscrits).

#### Élections de juin 2021
Le premier tour des élections départementales de 2021 est marqué par un très faible taux de participation (33,26 % au niveau national). Dans le canton de Brignais, ce taux de participation est de 31,74 % (9 427 votants sur 29 702 inscrits) contre 32,35 % au niveau départemental. À l'issue de ce premier tour, deux binômes sont en ballottage : Valérie Grillon et Christophe Guilloteau (Union à droite, 69,7 %) et Philippe Bourret et Pauline Reybier (Union à gauche avec des écologistes, 30,3 %).
Le second tour des élections est marqué une nouvelle fois par une abstention massive équivalente au premier tour. Les taux de participation sont de 34,36 % au niveau national, 33,07 % dans le département et 32,69 % dans le canton de Brignais. Valérie Grillon et Christophe Guilloteau (Union à droite) sont élus avec 69,46 % des suffrages exprimés (6 497 voix pour 9 715 votants et 29 722 inscrits),,.

## Composition
Le canton de Brignais comprend six communes entières.
| Nom                              | Code Insee | Intercommunalité           | Superficie (km2) | Population (dernière pop. légale) | Densité (hab./km2) | Modifier                                    |
| -------------------------------- | ---------- | -------------------------- | ---------------- | --------------------------------- | ------------------ | ------------------------------------------- |
| Brignais (bureau centralisateur) | 69027      | CC de la Vallée du Garon   | 10,36            | 12 330 (2022)                     | 1 190              | modifier les données · modifier les données |
| Brindas                          | 69028      | CC des Vallons du Lyonnais | 11,27            | 6 718 (2022)                      | 596                | modifier les données · modifier les données |
| Chaponost                        | 69043      | CC de la Vallée du Garon   | 16,32            | 9 217 (2022)                      | 565                | modifier les données · modifier les données |
| Grézieu-la-Varenne               | 69094      | CC des Vallons du Lyonnais | 7,45             | 6 284 (2022)                      | 843                | modifier les données · modifier les données |
| Messimy                          | 69131      | CC des Vallons du Lyonnais | 11,10            | 3 565 (2022)                      | 321                | modifier les données · modifier les données |
| Vourles                          | 69268      | CC de la Vallée du Garon   | 5,60             | 3 353 (2022)                      | 599                | modifier les données · modifier les données |
| Canton de Brignais               | 6905       |                            | 62,10            | 41 467 (2022)                     | 668                | modifier les données                        |

## Démographie
En 2022, le canton comptait 41 467 habitants, en évolution de +8,31 % par rapport à 2016 (Rhône : +4,34 %, France hors Mayotte : +2,11 %).
| 2013   | 2018   | 2022   |
| ------ | ------ | ------ |
| 37 207 | 39 432 | 41 467 |